# 希爾斯代爾鎮區 (密歇根州)
希爾斯代爾鎮區（英語：Hillsdale Township）是位於美國密歇根州希爾斯代爾縣的一個行政鎮區。

## 地方資料
希爾斯代爾鎮區的面積為33.38平方千米，當中陸地面積為32.91平方千米，而水域面積為0.47平方千米。根據2020年美國人口普查的數據，當地共有人口2002人，而人口密度為每平方千米59.98人。